# Rebutia flavistylus

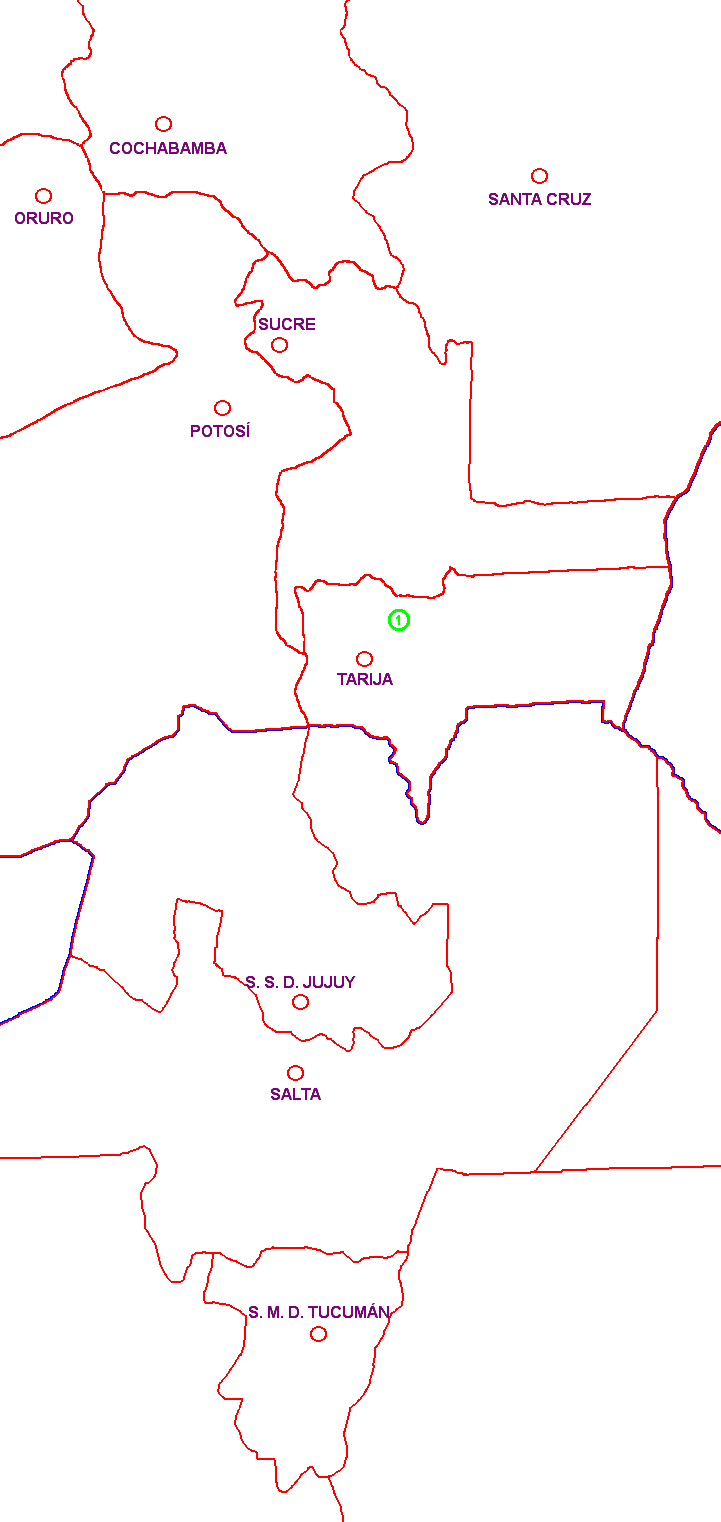
Mapa rozšíření R. flavistylus

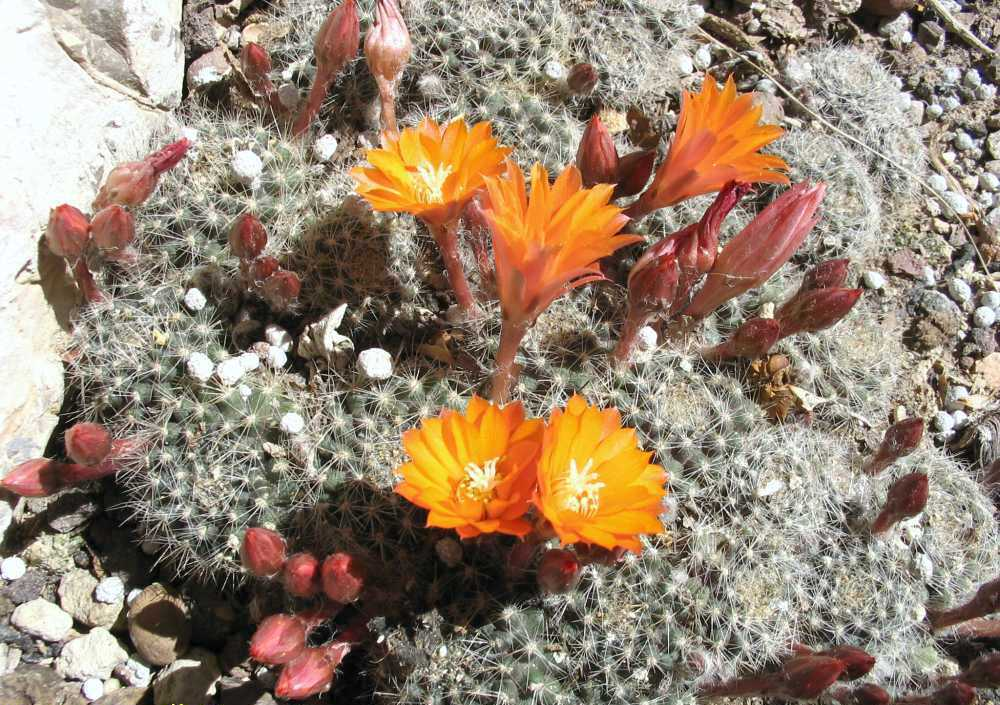
R. flavistylus v botanické zahradě v Monaku

Rebutia flavistylus je zajímavý a pěstitelsky vděčný druh rodu rebucie, který nevykazuje blízké příbuzenské vztahy k jiným druhům tohoto rodu. Pojmenován byl podle výrazné barvy čnělky, druhové epiteton flavistylus znamená žlutá čnělka.

## Rebutia flavistylusRitter
Ritter, Friedrich; Ashingtonia, 3: 12, 1978
Sekce Aylostera, řada Flavistylus

### Popis
Stonek jednotlivý, kulovitý, 40 - 50 mm široký, s krátkým, měkkým, bílým řepovitým kořenem; pokožka zelená. Žeber 15 - 27, spirálovitě stočená a rozložená do 4 - 6 mm vysokých, na bázi 4 - 5 mm širokých hrbolů; areoly podlouhlé, 1,5 - 3 mm dlouhé, nažloutle, později bíle plstnaté, 5 - 8 mm navzájem vzdálené. Trny nažloutlé, později bílé, jemné, téměř rovné; okrajových trnů 15 - 22, stranou směřující, 6 - 10 mm dlouhé; několik podobných, odstávajících středových trnů.
Květy hluboce postranní, 30 - 40 mm dlouhé, oranžové; květní lůžko kulovité, 4 mm široké, se šupinami o délce do 1 mm s bohatou bílou vlnou a několika bílými vlasovými štětinami; květní trubka asi 20 mm dlouhá, ve spodní polovině srostlá s čnělkou, nahoře asi 6 mm široká, uvnitř bledá, vně oranžově žlutá, pokrytá jako květní lůžko, šupiny delší; okvětní plátky asi 15 mm dlouhé, 4 - 5 mm široké, kopisťovité, nahoře tupé s vysazenou špičkou, oranžové, vnější z části načervenalé; nitky bledě žluté, 5 - 7 mm dlouhé, ve spodní části trubky hustě, v horní části řídce nasazené, prašníky světle žluté; čnělka sírově žlutá, blizna s 8 roztaženými rameny citrónově žlutá, slabě přečnívající nejvýše postavené prašníky. Plod kulovitý, 5 - 7 mm široký, světle zelený. Semena černohnědá, asi 1,2 mm dlouhá, 0,7 mm široká, jemně hrbolatá.

### Variety a formy
Variety ani formy nebyly popsány, druh vykazuje jen velmi malé rozdíly, některé rostliny mají jen poněkud bledší, méně načervenalé květy. Rozdíly v délce a hustotě otrnění jsou asi jen důsledkem odlišných podmínek kultury. Kromě typového sběru FR 756, podle kterého byl druh popsán, byl jako R. flavistylus označen také sběr KK 1979.

### Výskyt a rozšíření
Druh pochází od Cajas (Bolívie, departament Tarija, provincie Mendez), jako místo typového sběru F. Rittera (FR 756) bylo uvedeno pod Cajas, druh byl nalezen rovněž níže v rokli Cajas u Rio Cajas. Také u sběru KK 1979 bylo jako místo nálezu uvedeno Tarija, Mendez, Cajas.